# Ислам на Мальте
Ислам на Мальте является одной из малочисленных религий.

## История
Ислам распространился на Мальте после того, как арабы завоевали Сицилию в 870 году. Исламский период истории Мальты сравнительно малоизучен. Мальта возвратилась к христианству после захвата острова норманнами в 1091 году. Мусульманам разрешалось исповедовать свою религию до XIII столетия.
По сравнению с Римской католической церковью, к которой принадлежит, по некоторым оценкам, 95-98 % всего населения, мусульманское сообщество на Мальте является сравнительно небольшим. По приблизительным оценкам, мусульман в стране около 3000 человек, из которых 2250 являются иностранцами, 600 — натурализованными гражданами, и 150 — жителями Мальты, главным образом женщинами, принявшими ислам после бракосочетания с мусульманскими мужчинами. В стране есть одна мечеть и одна мусульманская начальная школа (медресе), существование которой — источник местного противоречия. Мечеть была открыта в 1978 году «Мировым исламским сообществом» — ливийской правительственной организацией, занимающейся распространением ислама в мире.